# Teziutlán
Teziutlán è una municipalità dello stato di Puebla, nel Messico centrale, il cui capoluogo è la località omonima.
Conta 92.246 abitanti (2010) e ha una estensione di 92,64 km². 	 	
Il nome della località in lingua nahuatl significa collina piena di grandine.